# 2001년 런던 영화 비평가 협회상
제22회 런던 영화 비평가 협회상은 2002년 2월 13일에 열린 시상식이다.

## 수상 및 후보

### 작품상
- 물랑 루즈 - 바즈 루어만 수상

### 외국어영화상
- 아멜리에 - 장 피에르 주네 수상

### 감독상
- 아모레스 페로스 - 알레한드로 곤잘레스 이냐리투 수상

### 작가상
- 그 남자는 거기 없었다 - 에단 코엔 외 1인 수상

### 여우주연상
- 물랑 루즈 - 니콜 키드먼 수상

### 남우주연상
- 그 남자는 거기 없었다 - 빌리 밥 손튼 수상

### 영국감독상
- 왓츠 쿠킹 - 거린다 차다 수상

### 영국여우주연상
- 아이리스 - 주디 덴치 수상

### 영국남우주연상
- 물랑 루즈 - 이완 맥그리거 수상

### 영국작가상
- 브리짓 존스의 일기 - 리차드 커티스 수상

### 영국남우조연상
- 기사 윌리엄 - 폴 베타니 수상

### 영국여우조연상
- 레드 드래곤 - 에밀리 왓슨 수상

### 영국신인상
- 타이거랜드 - 콜린 파렐 수상

### 특별상
- EON PRODUCTIONS 수상

### 애튼보로우 상
- 고스포드 파크 - 로버트 알트만 수상

### 딜리스 파웰상
- 샬롯 램플링 수상